# Trou au Natron
Das Trou au Natron (auch: Doon Orei) ist eine Caldera im höchstgelegenen und sicherlich entlegensten Bergmassiv der Sahara, dem Tibestigebirge im Tschad. Das „Natronloch“ verdankt seinen Namen den großflächigen, schneeweiß schimmernden Krusten aus Natriumcarbonat, die Teile der Caldera auskleiden. Die Konfiguration des Grundrisses, der nicht kreisförmig ist, weist auf eine mehrphasige Kraterentstehung hin.

## Geographische Lage
Das Trou au Natron entstand am Südfuß des 3315 m hohen Tarso Toussidé und liegt im nordwestlichen Teil der Tibesti Mountain Range (Vulkankette), welche im Südosten von der höchsten Erhebung des Tibesti-Gebirges, den 3445 m hohen, aktiven Emi Koussi abgeschlossen wird. Im Windschatten des Trou au Natron liegt die Große Sandwüste von Bilma, die zur Ténéré gehört. Im Westen ziehen Dünenlandschaften hin bis ins nigrische Aïr-Gebirge. Im Norden liegt die „tote“ Tenere du Tufessasset. Etwa 500 km nördlich am äußersten Nordrand des Tibesti liegt der beeindruckende Waw an-Namus.

## Entstehung

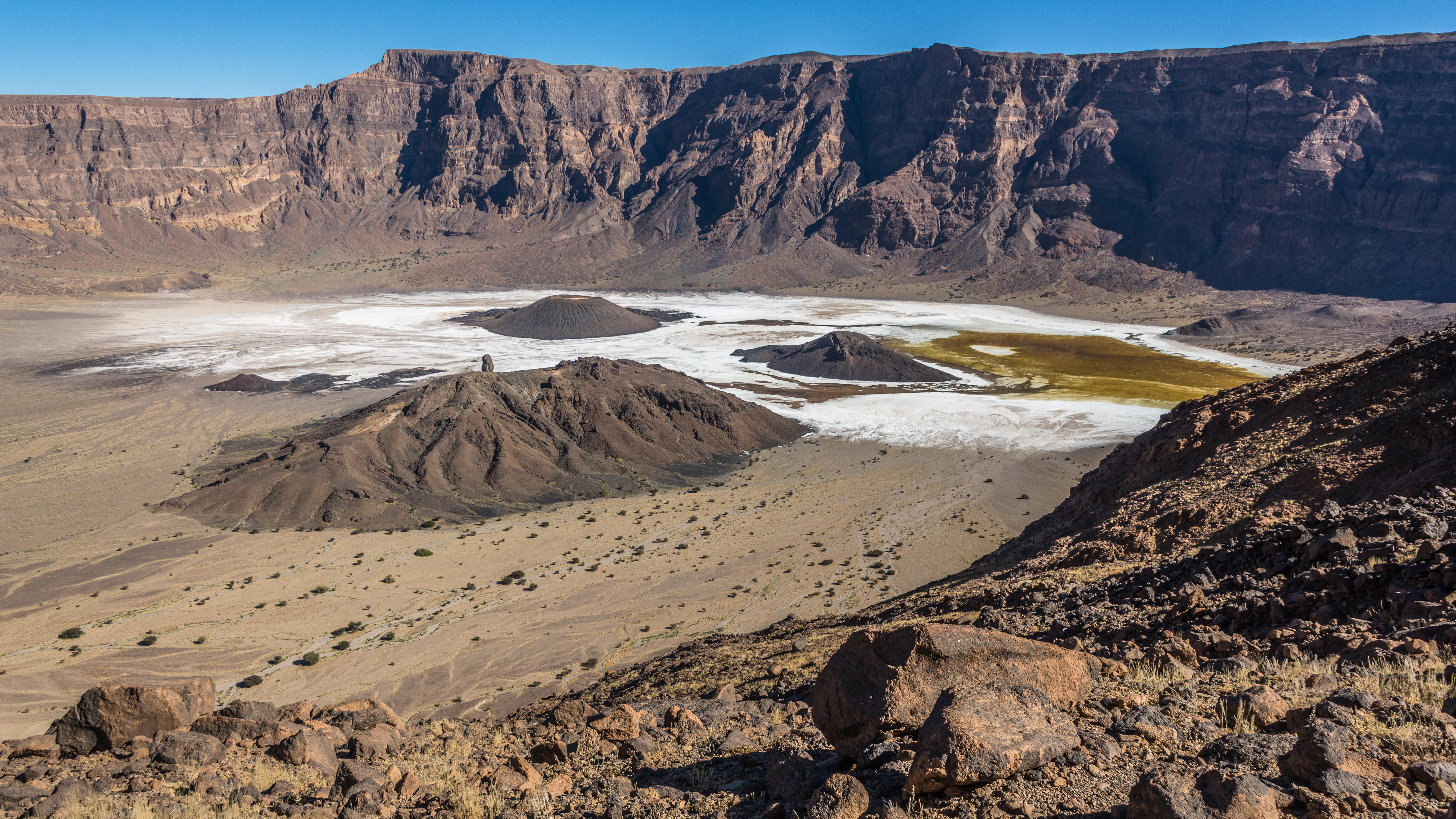
Kleine Vulkankegel innerhalb der Caldera

Bis heute ist unter Wissenschaftlern umstritten, ob die Caldera des Vulkans das Ergebnis eines Einsturzes ist oder aufgrund pyroklastischer Tätigkeit entstand. Der Krater hat einen Durchmesser von nahezu acht Kilometern und eine Tiefe von 950 Metern. Er gab mit seiner Entstehung selbst wiederum den Boden für die Entstehung kleinerer Vulkane in seinem Kraterinnern. Der einstige bis zu 500 m tiefe See unterlag Ab- und Austrocknungen, bis die heutigen Salzsümpfe übrig blieben.